# Cyclosorus tottoides
Cyclosorus tottoides là một loài thực vật có mạch trong họ Thelypteridaceae. Loài này được (Hayata ex H. Itô) C.M. Kuo mô tả khoa học đầu tiên năm 2002.